# Удальцов Іван Іванович
Іван Іванович Удальцов (12 березня 1918, місто Москва, Російська Федерація — 20 березня 1995, місто Москва) — радянський діяч, голова правління Агентства друку «Новини», надзвичайний і повноважний посол СРСР у Греції, директор Інституту слов'янознавства АН СРСР. Кандидат у члени ЦК КПРС у 1971—1976 роках. Депутат Верховної Ради СРСР 9-го скликання. Кандидат історичних наук (1949). Доктор історичних наук (1984).

## Життєпис
Народився в родині ректора Московського державного університету.
У 1940 році закінчив історичний факультет Московського державного університету. У 1940 році працював лаборантом кафедри історії південних і західних слов'ян Московського державного університету.
У 1940—1945 роках — у Червоній армії, учасник німецько-радянської війни. З липня 1941 року був командиром стрілецького взводу. З 1944 по 1945 рік — старший помічник начальника оперативного відділу штабу Першого Чехословацького армійського корпусу.
Член ВКП(б) з 1943 року.
У 1947—1950 роках — науковий співробітник Інституту слов'янознавства АН СРСР. Одночасно у 1948—1949 роках — завідувач відділу редакції журналу «Вопросы истории», у 1949—1950 роках — завідувач відділу редакції журналу «Славяне».
У 1950—1959 роках — співробітник апарату ЦК КПРС: референт, заступник завідувача сектора, завідувач сектора відділу ЦК КПРС по зв'язках з комуністичними і робітничими партіями соціалістичних країн.
У 1959—1962 роках — директор Інституту слов'янознавства Академії наук СРСР.
У грудні 1962—1965 роках — заступник завідувача ідеологічного відділу ЦК КПРС.
У 1965—1970 роках — радник-посланник посольства СРСР у Чехословаччині. Відіграв значну роль в подіях «Празької весни» 1968 року.
У вересні 1970 — лютому 1976 року — голова правління Агентства друку «Новини».
12 березня 1976 — 11 вересня 1979 року — надзвичайний і повноважний посол СРСР у Греції.
З 1979 року — на науковій роботі в Москві. У 1986—1988 роках — старший науковий співробітник, провідний науковий співробітник Інституту слов'янознавства і балканістики Академії наук СРСР.
Захистив кандидатську дисертацію на тему «Національно-політична боротьба в Чехії в 1848 і Ф. Палацький» (1949), докторську дисертацію на тему «Історіографія чеського національного відродження: Новітні чехословацькі і радянські дослідження, 1950-1980» (1984). Автор праць з політичної історії слов'янських країн; досліджував проблеми чеського національного відродження і революції 1848—1849 років, національно-визвольної боротьби народів Чехословаччини в роки Другої світової війни, будівництва соціалізму в Чехословаччині.
Помер 20 березня 1995 року. Похований на Новодівочому цвинтарі Москви.

## Нагороди і звання
- орден Жовтневої Революції
- орден Вітчизняної війни ІІ ст. (1985)
- два ордени Трудового Червоного Прапора
- два ордени Дружби народів
- орден «Знак Пошани»
- орден Білого Лева (Чехословаччина)
- хрест «За військові заслуги» (Чехословаччина)
- медалі
- надзвичайний і повноважний посол СРСР